# 일루미네이션 시어터
일루미네이션 시어터(일본어: イルミネーション・シアター, 영어: Illumination Theater)은 유니버설 스튜디오 재팬의 할리우드 지역에 있는 극장이다.
2001년 3월 31일부터 2019년 4월 17일까지 존재했다 스테이지 14에 대해서도 기술한다.